# بيغي بوب
بيغي بوب (بالإنجليزية: Peggy Pope)‏ هي ممثلة أمريكية، ولدت في 15 مايو 1929 في مونتكلير ‏ في الولايات المتحدة، وتوفيت في 27 مايو 2020 في فورت كولنز في الولايات المتحدة.

## وصلات خارجية
- بيغي بوب على موقع IMDb (الإنجليزية)
- بيغي بوب على موقع روتن توميتوز (الإنجليزية)
- بيغي بوب على موقع ألو سيني (الفرنسية)
- بيغي بوب على موقع أول موفي (الإنجليزية)
- بيغي بوب على موقع قاعدة بيانات برودواي على الإنترنت (الإنجليزية)
- بيغي بوب على موقع قاعدة بيانات الأفلام السويدية (السويدية)
- بيغي بوب على موقع ديسكوغز (الإنجليزية)
- بيغي بوب على موقع قاعدة بيانات الفيلم (الإنجليزية)
- بيغي بوب على موقع كينوبويسك (الروسية)